# پوکروفکا (شهرستان استرلیباشفسکی، باشقیرستان)
پوکروفکا (انگلیسی: Pokrovka, Sterlibashevsky District, Republic of Bashkortostan) یک شهرک در شهرستان استرلیباشفسکی استان باشقیرستان کشور روسیه است.